# Du sang dans le soleil (film, 1954)
Pour les articles homonymes, voir Du sang dans le soleil.
Pour plus de détails, voir Fiche technique et Distribution.
Du sang dans le soleil (titre original : Proibito) est un film franco-italien réalisé par Mario Monicelli, sorti en 1954.

## Synopsis
Don Paolo, un jeune ecclésiastique amoureux d'Agnese, tente de faire régner la paix et la fraternité dans un petit village de Sardaigne où deux familles se font la guerre.

## Fiche technique
- Titre original : Proibito
- Réalisation : Mario Monicelli, assisté de Francesco Rosi
- Scénario : Suso Cecchi D'Amico, Giuseppe Mangione et Mario Monicelli d'après le roman de Grazia Deledda
- Costumes : Vito Ansalone
- Décors : Piero Gherardi
- Photographie : Aldo Tonti
- Montage : Adriana Novelli
- Musique : Nino Rota
- Production : Jacques Bar
- Pays d'origine :  Italie,  France
- Langue originale : italien
- Format : Couleur (Technicolor) - 1,37:1 - 35 mm - Son mono
- Genre : Drame
- Durée : 104 minutes (1 h 44)
- Dates de sortie :
  - Italie : 30 décembre 1954
  - France : 2 mai 1956
- Affiches : Constantin Belinsky, Jacques Bonneaud (France)

## Distribution
- Mel Ferrer (VF : Jean-Claude Michel) : Don Paolo Solinas
- Amedeo Nazzari (VF : Jean Davy) : Costantino Corraine
- Lea Massari : Agnese Barras
- Henri Vilbert (VF : Lui-même) : Niccodemo Barras
- Germaine Kerjean (VF : Elle-même) : Maddalena Solinas
- Paolo Ferrara (VF : Raymond Rognoni) : Maresciallo Taddei
- Eduardo Ciannelli (VF : Pierre Morin) : Vescovo
- Decimo Cristiani (VF : Maurice Dorléac) : Antonio
- Ornella Spegni (VF : Claude Winter) : la veuve Casu
- Memmo Luisi : Antioco
- Marco Guglielmi : Mareddu